# Lori et George Schappell
Lori et George Schappell, nés le 18 septembre 1961 à West Reading (Pennsylvanie) et morts le 7 avril 2024 à Philadelphie, sont des jumeaux siamois américains. 
George est chanteur country, et tous deux apparaissent régulièrement à la télévision. En 2020, ils deviennent les jumeaux siamois les plus âgés au monde. La transition de genre de George fait d'eux le premier duo de jumeaux siamois à avoir des identités de genre différentes. 

## Biographies
Lori et George Schappell naissent (sous le nom de Lori et Dori Schappell) le 18 septembre 1961 à West Reading, en Pennsylvanie. Ils sont jumeaux siamois craniopages, c'est-à-dire unis par la tête, et partagent des vaisseaux sanguins et 30 % de leur cerveau (le lobe frontal et le lobe pariétal). Les médecins leur donnent alors 30 ans d'espérance de vie. Ils ont cependant des personnalités très différentes et vivent, dans la mesure du possible, des vies individuelles. George est également incapable de marcher car il est atteint de spina bifida. Ils passent les vingt-quatre premières années de leur vie dans un établissement pour handicapés mentaux. À partir de 1988, ils vivent, sans aide, dans un appartement pour personnes âgées de grande taille à Reading, en Pennsylvanie. 
George conçoit des équipements de soutien pour les personnes ayant un handicap physique ; il est notamment à l'origine d'un fauteuil roulant spécialisé et d'une aide à la mobilité pour les chiens.
En tant que chanteur country, George se produit à de nombreuses reprises aux États-Unis, mais aussi en Allemagne et au Japon. En 1997, il remporte le LA Music Award du meilleur nouvel artiste country. Il chante Fear of Being Alone, chanson du générique de Deux en un, une comédie sur une paire de jumeaux siamois fictifs. La même année, lors d'un entretien, un journaliste lui demande pourquoi ils n'ont pas eu recours à la chirurgie pour séparer leurs corps. Il répond : « Pourquoi réparer quelque chose qui n'est pas cassé ? ».Lori joue de la musique aux côtés de George. Elle travaille dans une blanchisserie, organisant sa charge de travail en fonction de ses engagements musicaux. Elle affirme qu'en tant que fan, elle paie pour assister à des concerts, comme tous les autres fans, se rendant simplement silencieuse et « invisible » pendant qu'il se produit. 
En tant que jumeaux siamois, Lori et George apparaissent dans un certain nombre de documentaires télévisés et de talk-shows. Ils jouent également dans un épisode de la série télévisée Nip/Tuck, dans lequel ils incarnent les jumeaux siamois Rose et Raven Rosenberg. Le 21 juin 2007, Lori et George participent à l'inauguration du Ripley's Believe It or Not! Odditorium à Times Square, à New York. C'est la première fois qu'ils sont présentés comme Lori et George Schappell.
En signe d'individualité, et n'aimant pas le fait que leurs noms riment, George choisit en 1997 de s'appeler Reba, du nom de son actrice préférée, Reba McEntire. En 2007, il se définit comme un homme trans et déclare préférer être connu publiquement sous le prénom de George. Le Livre Guinness des records note que sa transition de genre fait de lui et de Lori le premier duo de jumeaux siamois à assumer des identités de genre différentes. 
Lori et George Schappell meurent à l'hôpital de l'université de Pennsylvanie le 7 avril 2024, à l'âge de 62 ans. Ils deviennent ainsi les plus vieux jumeaux siamois à mourir. La cause de leur décès n'est pas connue. 

## Vies personnelles
Lori et George vivent dans un appartement de deux chambres, chacun conservant un espace privé distinct. Ils possèdent plusieurs animaux de compagnie. Lori est également joueuse de bowling et remporte plusieurs trophées.
Ils respectent leurs vies privées mutuelles en matière de temps de travail, de loisirs et de relations. Lori a plusieurs petits amis et est fiancée, mais perd son fiancé dans un accident de voiture. Ils célèbrent leur 50e anniversaire avec un voyage à Londres. 